# Медосос-колокольчик
Медосос-колокольчик, или макомако (лат. Anthornis melanura), — новозеландский вид воробьиных птиц из семейства медососовых (Meliphagidae), единственный современный в одноимённом роде (Anthornis). Второй вид рода, Anthornis melanocephala G. R. Gray, 1843, вымер.
Оперение птицы оливково-зелёное. Длина тела — 25 см.

## Подвиды
Ранее в виде выделяли 5 подвидов, но после ревизии подвидов медососа-колокольчика у A. m. dumerilii (на островах и прибрежных районах в заливе Бей-оф-Айлендс на острове Северный) и A. m. incoronata (из острова Окленд) не нашлось отличий от номинативного подвида A. m. melanura, поэтому A. m. incoronata и A. m. dumerilii теперь стоит считать синонимами. Три подвида:
- Anthornis melanura melanura (Sparrman, 1786) — распространён в Новой Зеландии, включая морские небольшие острова, а также о. Окленд[1];
- Anthornis melanura obscura Falla, 1948 — распространён на островах Три-Кингс, который находится юго-восточнее от острова Северный[1];
- Anthornis melanura oneho Bartle & Sagar, 1987 — распространён на островах Пур-Найтс[1].